# Demografia Clujului
Municipiul Cluj-Napoca are o populație de 324.576 de locuitori, conform recensământului din anul 2011, și o structură demografică multi-etnică și mult-confesională.

## Populație
Clujul a suferit o creștere semnificativă de populație în secolul al XX-lea, crescând de la o populație de aproximativ 50.000 la începutul acestuia, până la peste 300.000 la finalul său. Populația istorică și împărțirea ei pe etnii este:
|          | 0–14 ani               | 15–29 ani              | 30–59 ani               | 60+                    |
| -------- | ---------------------- | ---------------------- | ----------------------- | ---------------------- |
| Masculin | 18.323                 | 44.561                 | 65.230                  | 24.383                 |
| Feminin  | 17.949                 | 49.053                 | 71.421                  | 33.656                 |
| Total    | 36.272 / 324.576 (11%) | 93.614 / 324.576 (29%) | 136.651 / 324.576 (42%) | 58.039 / 324.576 (18%) |

## Religie
În Cluj se află două catedrale: Catedrala Ortodoxă a Vadului, Feleacului și Clujului și Catedrala Greco-Catolică „Schimbarea la Față”
Datele finale ale recensământului din octombrie 2011 arată că din totalul populației stabile a municipiului Cluj-Napoca distribuția în funcție de religii și confesiuni este următoarea:
- ortodocși: 212.975, adică 65,6% din totalul populației stabile;
- romano-catolici: 14.940, adică 4,6%;
- reformați: 31.597, adică 9,7%;
- penticostali: 8.083, adică 2,4%;
- greco-catolici: 14.152, adică 4,3%;
- baptiști: 3.603, adică 1,1%;
- unitarieni: 2.946, adică 0,9%;
- martorii lui Iehova: 1.907, adică 0,5%;
- adventiști de ziua a șaptea: 1.028, adică 0,3%;
- musulmani: 879, adică 0,2%.

Restul confesiunilor au mult mai puțini adepți declarați în Cluj-Napoca. Despre 7,7% din populația stabilă din Cluj-Napoca, INS nu deține informații în ceea ce privește religia.

### Episcopii
Viața religioasă cunoaște vechi tradiții și o mare diversitate în municipiul Cluj. Aici își au sediul cinci episcopii ale diferitelor culte, un vicariat romano-catolic, mai multe sinagogi evreiești, dintre care una vie până în prezent. Cele cinci episcopii sunt:
- Arhiepiscopia Vadului, Feleacului și Clujului (ortodoxă)
- Episcopia de Cluj-Gherla (greco-catolică)
- Episcopia Reformată a Ardealului
- Episcopia Unitariană,
- Episcopia Evanghelică

#### Lăcașuri de cult

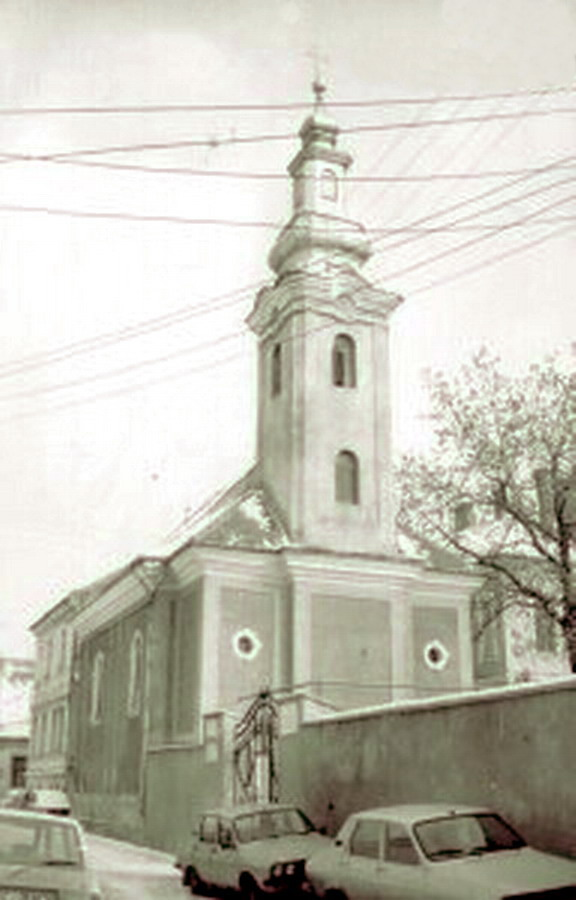
Biserica greco-catolică Bob

În Cluj-Napoca se găsesc o serie de lăcașuri de cult reprezentative, cum ar fi:
- Biserica Bob
- Biserica Evanghelică-Luterană
- Biserica Franciscană
- Biserica Ortodoxă din Deal
- Biserica Piariștilor
- Biserica Reformată
- Biserica Calvaria
- Biserica Sf. Petru și Pavel
- Biserica Sfântul Mihail
- Biserica Unitariană
- Biserica cu Cocoș
- Sinagoga Neologă